# Miss Intercontinental 2022
Miss Intercontinental 2022 fue la quincuagésima (50.ª) edición del certamen Miss Intercontinental, correspondiente al año 2022; la cual se llevó a cabo el 14 de octubre en Sharm el-Sheij, Egipto. Candidatas de 71 países y territorios autónomos compitieron por el título. Al final del evento, Cinderella Faye Elle Obeñita, Miss Intercontinental 2021 de Filipinas, coronó a Lê Nguyễn Bảo Ngọc, de Vietnam, como su sucesora.

## Resultados
| Posiciones                 | Candidata |
| -------------------------- | --- |
| Miss Intercontinental 2022 | - Vietnam - Lê Nguyễn Bảo Ngọc |
| Primera Finalista          | - Puerto Rico - Mariela Pepín |
| Segunda Finalista          | - Brasil - Cecília Almeida |
| Tercera Finalista          | - Nigeria - Joy Raimi |
| Cuarta Finalista           | - Alemania - Tatjana Genrich |
| Quinta Finalista           | - Venezuela - Emmy Carrero |
| Top 20                     | - Australia - Courtney Tester - Colombia - Estefanía Muñoz - Cuba - Lourdes Feliu - Filipinas - Gabrielle Basiano - Hungría - Patrícia Perger - Japón - Sarah Kawamura - Mauricio - Zakiyyah Mahamoodally - Países Bajos - Melissa Bottema - República Checa - Karolína Syroťuková - República Dominicana - María Félix - República Eslovaca - Sylvia Šulíková - Rusia - Anastasia Boslovyak - Tailandia - Amanda Jensen - Zimbabue - Yollanda Chimbarami |

### Reinas Continentales
| Continente     | Candidata                      |
| -------------- | ------------------------------ |
| África         | - Nigeria - Joy Raimi          |
| Asia y Oceanía | - Vietnam - Lê Nguyễn Bảo Ngọc |
| Europa         | - Alemania - Tatjana Genrich   |
| Norteamérica   | - Puerto Rico - Mariela Pepín  |
| Sudamérica     | - Brasil - Cecília Almeida     |

## Premiaciones
| Premio                 | Candidata                               |
| ---------------------- | --------------------------------------- |
| Miss Simpatía          | - Camerún - Enanga Ndolo Mbesa          |
| Miss Fotogénica        | - El Salvador - Andrea Aguilar          |
| Miss Popularidad       | - Sri Lanka - Anna-Marie Ondaatje       |
| Mejor Traje Nacional   | - Honduras - Sandra Hinds               |
| Mejor en Traje de Baño | - Alemania - Tatjana Genrich            |
| Mejor en Traje de Gala | - Nigeria - Joy Raimi                   |
| Miss Power of Beauty   | - Venezuela - Emmy Carrero              |
| Miss Meraki Model      | - República Checa - Karolína Syroťuková |
| Miss Sunrise Resort    | - Países Bajos - Melissa Bottema        |

## Candidatas
71 candidatas compitieron por el título:
(En la tabla se utiliza su nombre completo, los sobrenombres van entrecomillados y los apellidos utilizados como nombre artístico, entre paréntesis; fuera de ella se utilizan sus nombres «artísticos» o simplificados).
| País/Territorio        | Candidata                         | Edad | Residencia          |
| ---------------------- | --------------------------------- | ---- | ------------------- |
| Alemania               | Tatjana Genrich                   | 29   | Magdeburgo          |
| Argentina              | Daiana Stefani Pereyra            | 24   | Posadas             |
| Armenia                | Viktoria Sokhykian                | 29   | Vanadzor            |
| Australia              | Courtney Tester                   | 25   | Perth               |
| Bahamas                | Marechan Burrows                  | 23   | Nasáu               |
| Bangladés              | Zabiba Sazzad Preakha             | 18   | Daca                |
| Bélgica                | Laurine Remans                    | 20   | Hasselt             |
| Brasil                 | Maria Cecília Almeida de Sousa    | 23   | Teresina            |
| Bulgaria               | Zhana Yaneva                      | 31   | Sofía               |
| Camboya                | ChanSreymom Sim                   | 22   | Nom Pen             |
| Camerún                | Enanga Ndolo Mbesa                | 28   | Buea                |
| Canadá                 | Rachel Arhin                      | 24   | Oakville            |
| Chile                  | Kelsey Kohler Rojas               | 23   | Quilpué             |
| Colombia               | Estefanía Muñoz Jaramillo         | 29   | Medellín            |
| Costa Rica             | Dayanna Watson Marchena           | 26   | San José            |
| Crimea                 | Liliana Galenko                   | 20   | Simferópol          |
| Cuba                   | Lourdes Feliu                     | 21   | La Lisa             |
| Curazao                | Stephenie Gregoria                | 20   | Willemstad          |
| Dinamarca              | Clara Sofie Lund                  | 22   | Aarhus              |
| Egipto                 | Mohra Amin Tantawy                | 20   | El Cairo            |
| El Salvador            | Andrea Aguilar                    | 19   | San Salvador        |
| Emiratos Árabes Unidos | Azarel Hassala Hevia Abellan      | 26   | Dubái               |
| Escocia                | Melissa Douglas                   | 24   | Edimburgo           |
| España                 | Laia Gutiérrez Sanz               | 18   | Barcelona           |
| Estados Unidos         | Michelle Charlotte Thorlund       | 25   | Irvine              |
| Estonia                | Annika Vendla                     | 24   | Viljandi            |
| Filipinas              | Gabrielle Camille Celada Basiano  | 24   | Borongan            |
| Finlandia              | Roosa Alexandra Kaarina Tuominen  | 21   | Tampere             |
| Francia                | Pauline Bettina Nadine Thimon     | 25   | París               |
| Gales                  | Nadia King                        | 26   | Barnsley            |
| Georgia                | Tiko Svanidze                     | 24   | Tiflis              |
| Ghana                  | Rebecca Otcherewaa Ohene          | 23   | Acra                |
| Grecia                 | Chrysa Kavraki                    | 22   | La Canea            |
| Honduras               | Sandra Johnnyxa Hinds Medrano     | 20   | La Ceiba            |
| Hungría                | Patrícia Perger                   | 24   | Győr                |
| India                  | Shreya Alok Verma                 | 22   | Bombay              |
| Indonesia              | Dita Fatimatuzzahra               | 21   | Bandar Lampung      |
| Inglaterra             | Brooke Nicola Smith               | 24   | Norwich             |
| Jamaica                | Chavelle Kavanaugh                | 24   | Negril              |
| Japón                  | Sarah Kawamura                    | 23   | Hyōgo               |
| Kenia                  | Eulene Vulegani                   | 24   | Nairobi             |
| Malasia                | Jeevasheny Anang Kodiappan        | 27   | Kuala Lumpur        |
| Marruecos              | Jihane Ait el Ghari               | 29   | Marrakech           |
| Mauricio               | Zakiyyah Mahamoodally             | 21   | Vacoas-Phoenix      |
| México                 | Litsy Michelle Luna Mellado       | 22   | Tampico             |
| Montenegro             | Viktorija Stojiljković            | 18   | Bar                 |
| Nepal                  | Bipana Adhikari                   | 23   | Dhading             |
| Nigeria                | Joy Raimi Mojisola                | 22   | Boripe              |
| Nueva Zelanda          | Rovelyn Milford                   | 24   | Palmerston North    |
| Países Bajos           | Melissa Tjemma Janneke Bottema    | 22   | Zandeweer           |
| Perú                   | Alexandra Paredes Picón           | 23   | Lima                |
| Polonia                | Klaudia Andrzejewska              | 21   | Włocławek           |
| Portugal               | Nadiuska Martín Gutiérrez         | 27   | Lisboa              |
| Puerto Rico            | Mariela Pepín Solís               | 26   | Luquillo            |
| República Checa        | Karolína Syroťuková               | 20   | Chabařovice         |
| República Dominicana   | María Félix Paredes               | 22   | Santo Domingo       |
| República Eslovaca     | Sylvia Šulíková                   | 25   | Bratislava          |
| Rumania                | Denisa Andreea Malacu             | 20   | Brăila              |
| Rusia                  | Anastasia Boslovyak               | 22   | Komsomolsk del Amur |
| Serbia                 | Jovana Lišanin                    | 20   | Zrenjanin           |
| Seychelles             | Shannen April Henrie              | 27   | Perseverance        |
| Singapur               | Gerlyn Cheah                      | 27   | Ciudad de Singapur  |
| Sri Lanka              | Anna-Marie Suzanne Quint Ondaatje | 21   | Wattala             |
| Sudáfrica              | Taahirah Zungu                    | 22   | Mahikeng            |
| Suecia                 | Ria Raj                           | 23   | Gotemburgo          |
| Tailandia              | Heidi Amanda Jensen               | 23   | Phuket              |
| Turquía                | Şilan Torun                       | 21   | Pazarcık            |
| Ucrania                | Valeriia Valevska Olegovna        | 25   | Dnipró              |
| Venezuela              | Emmy Marianne Carrero Mora        | 27   | El Vigía            |
| Vietnam                | Lê Nguyễn Bảo Ngọc                | 21   | Cần Thơ             |
| Zimbabue               | Yollanda Elizabeth Chimbarami     | 25   | Gweru               |

### Candidatas retiradas
- Benín - Tissanta Todjihounde
- Guatemala - Marian Herrera
- Líbano - Layal Abou Omar
- Namibia - Magdalena Nangenda
- Sierra Leona - Margaret Olyve Joan Cassell

### Candidatas reemplazadas
- Alemania - Susanne Seel Hessen fue reemplazada por Tatjana Genrich.
- Argentina - Fiona Tenuta Vanerio fue reemplazada por Daiana Stefani Pereyra.
- Finlandia - Jenna Hyttinen fue reemplazada por Roosa Alexandra Kaarina Tuominen.
- Ghana - Priscilla Akpene Tetteh fue reemplazada por Rebecca Otcherewaa Ohene.
- Turquía - Fulya Göktepe fue reemplazada por Şilan Torun.

## Datos acerca de las delegadas
Algunas de las delegadas del Miss Intercontinental 2022 han participado, o participarán, en otros certámenes internacionales de importancia:
- Tatjana Genrich (Alemania) participó sin éxito en Top Model of the World 2016, representando a Mar Báltico, y cuartofinalista en Top Model of the World 2022.
- Viktoria Sokhykian (Armenia) participó sin éxito en Miss Turismo Queen of the Year Internacional 2017.
- Laurine Remans (Bélgica) participó sin éxito en Top Model of the World 2022 y The Miss Globe 2023.
- Zhana Yaneva (Bulgaria) participó sin éxito en Miss Universo 2012.
- Enanga Ndolo Mbesa (Camerún) participó sin éxito en Miss Turismo Internacional 2016, Miss Global Charity Queen 2018, Queen Of Tourism International 2018, Supermodel Internacional 2019 y Miss Lumiere International World 2021, semifinalista en Miss Glam World 2019 y segunda finalista en Miss Caridad Internacional 2022.
- Estefanía Muñoz Jaramillo (Colombia) fue Virreina Internacional del Café en el Reinado Internacional del Café 2014, semifinalista en Miss Tierra 2015 y cuarta finalista en Miss Panamerican Internacional 2018.
- Lourdes Feliu (Cuba) participó sin éxito en Miss Grand Internacional 2024.
- Mohra Amin Tantawy (Egipto) participó sin éxito en Miss Universo 2023.
- Andrea Aguilar (El Salvador) participó sin éxito en Miss Mundo 2023.
- Melissa Douglas (Escocia) fue ganadora de Miss European 2017.
- Annika Vendla (Estonia) fue cuarta finalista en Miss Summer World 2022 representando a Escandinavia.
- Gabrielle Camille Celada Basiano (Filipinas) fue primera finalista en Miss Friendship Internacional 2019.
- Pauline Bettina Nadine Thimon (Francia) participó sin éxito en Miss Internacional 2023, representando a Martinica, y Miss Cosmo 2024.
- Nadia King (Gales) participó sin éxito en World Supermodel Production 2019, representando a Inglaterra, y participará en Miss Environment Internacional 2025.
- Sandra Johnnyxa Hinds Medrano (Honduras) participó sin éxito en Miss Mesoamérica Internacional 2022, Miss Piel Dorada Internacional 2022 y Miss Turismo Mundo 2023.
- Viktorija Stojiljković (Montenegro) participó sin éxito en Miss Internacional 2023 y Miss Tierra 2024, en estos certámenes representando a Serbia.
- Rovelyn Milford (Nueva Zelanda) participó sin éxito en World Beauty Queen 2018 y participará en Miss Supranacional 2025.
- Melissa Tjemma Janneke Bottema (Países Bajos) fue semifinalista en Miss Grand Internacional 2023.
- María Félix Paredes (República Dominicana) fue semifinalista en Miss Grand Internacional 2024.
- Anastasia Boslovyak (Rusia) participó sin éxito en World Supermodel Production 2018.
- Gerlyn Cheah (Singapur) participó sin éxito en Miss Tierra 2019 y Miss Turismo Internacional 2021/2022.
- Anna-Marie Suzanne Quint Ondaatje (Sri Lanka) participó sin éxito en Miss Grand Internacional 2021 y semifinalista en Miss Face of Humanity 2024.
- Taahirah Zungu (Sudáfrica) fue cuartofinalista en Miss Teen Universe 2016.
- Valeriia Valevska Olegovna (Ucrania) participó sin éxito en Top Model of the World 2020.

## Sobre los países en Miss Intercontinental 2022

### Naciones debutantes
- Camboya
- Emiratos Árabes Unidos

### Naciones que regresan a la competencia
Compitieron por última vez en 2014:
- Honduras
- Marruecos

Compitió por última vez en 2015:
- Curazao

Compitió por última vez en 2016:
- Bangladés

Compitieron por última vez en 2017:
- Dinamarca
- Singapur
- Zimbabue

Compitió por última vez en 2018:
- Bahamas

Compitieron por última vez en 2019:
- Australia
- Escocia
- Gales
- Inglaterra
- Puerto Rico
- República Eslovaca

### Naciones ausentes
Albania,  Bielorrusia,  Corea del Sur,  Ecuador,  Guadalupe,  Guatemala,  Italia,  Kazajistán,  Kirguistán,  Kosovo,  Lituania,  Maldivas,  Panamá,  Paraguay,  Reino Unido,  Uzbekistán y  Zambia no enviaron una candidata este año.